# Гезелле, Гвидо
Гвидо Гезелле (нидерл. Guido Gezelle, МФА: [ˈɣidoː ɣəˈzɛlə]) (1 мая 1830, Брюгге в Бельгии — 27 ноября 1899, там же) — фламандский поэт, филолог, фольклорист, лирик, член Королевской фламандской академии языка и литературы. Сын городского садовника и крестьянки, по профессии католический священник. Владел 15 языками и считался одним из лучших знатоков древнегерманских текстов. Поэзия Гезелле произвела революцию во фламандской литературе — в период господства романтизма он писал свободным стихом. Гезелле предвосхитил все требования ставшего популярным лишь через 30 лет раннего натурализма.
Знаменитые сборники стихов Гезелле — «Dichtoefningen» (1858), «Kerkhofblommen» (1858) и «Gedichten, Gesangen en Gebeden» (1861). Основное их содержание — идиллические сцены из жизни крестьян, натуралистические, фиксирующие мельчайшие детали, картинки из жизни животных и природы, написанные яркими, кричащими красками. Современная Гезелле критика резко осудила его за разрушение традиционной поэтической формы, и Гезелле в течение 30 лет ничего не писал. И лишь в 1880-х гг., когда в Нидерландах возникло движение «De Nieuwe Gids», a во Фландрии выступила группа «Van Nu en Straks» (1893), Гезелле был признан литературным вождём и новатором. Произведения свои Гезелле писал на нидерландском языке, но с сильным влиянием родного западно-фламандского наречия, так как был противником использования единого с нидерландцами литературного языка. Его произведения оказали влияние на развитие литературы на западно-фламандском наречии.
Тогда он выпустил ещё два тома стихов: «Tijdkrans» (1893) и «Rijmsnoer» (1897) на старые темы. Гезелле создал школу фламандских поэтов, в которой наиболее талантливым был Веррист (Hugo Verriest, 1840—1922).
Гвидо Гезелле был родным дядей известного бельгийского писателя Стийна Стрёвелса.

## Переводы на русский язык
- Если сердце слышит: Стихи, проза/ Guido Gezelle. Als de ziele luistert: Gedichten en Proza. Пер. с голл. И. Михайловой и А. Пурина. СПб.: «Филол. фак-т СПбГУ», 2006.